# 霉菌甾醇
霉菌甾醇（英語：Fungisterol，或译为霉菌固醇、霉甾醇、菌甾醇，又叫5α-麦角甾-7-烯-3β-醇，5α-ergost-7-en-3β-ol，γ-麦角甾烯醇，gamma-ergostenol）是一种主要由真菌合成的有生物活性的类固醇化合物。